# Gavin Ashenden
Gavin Roy Pelham Ashenden (3 de junho de 1954) é um leigo católico britânico, um ex-padre da Igreja da Inglaterra e um ex-bispo anglicano continuado. Foi capelão honorário da rainha de 2008 até sua demissão em 2017.

## Infância e educação
Ashenden nasceu em 3 de junho de 1954 em Londres, Inglaterra, filho de Michael Roy Edward Ashenden e Carol Ashenden  (nascida Simpson, agora Salmon). Ele foi educado na Rokeby Preparatory School e como estudioso de música na The King's School, em Canterbury. Ele se formou na Universidade de Bristol, com um diploma em direito. Ele treinou para o sacerdócio anglicano no Oak Hill Theological College, onde obteve um diploma de bacharel em teologia. Enquanto estava em Oak Hill, ele também foi enviado como parte de seu treinamento ao mosteiro ortodoxo patriarcal ortodoxo grego de São João Batista em Tolleshunt Knights, Essex, onde ficou sob a influência do arquimandrita Sophrony (Sakharov).
Ashenden fez um trabalho de pós-graduação no Heythrop College da Universidade de Londres com um mestrado em Teologia na psicologia da religião. Enquanto capelão e membro do corpo docente da Universidade de Sussex, concluiu o doutorado sobre a vida e obra de Charles Williams (1999). Ele publicou Alquimia e Integração, um estudo do trabalho de Williams em 2007, que foi revisado pelo arcebispo Rowan Williams no Times Literary Supplement.

## Ministério e outros cargos
Ashenden foi ordenado na Catedral de Southwark em 1980 e serviu como pároco por dez anos na Diocese de Southwark, primeiro em Bermondsey St. James e depois como vigário de Hamsey Green em Sanderstead. Em Sanderstead, ele trabalhou ao lado de Thomas Smail, que havia sido diretor do Fountain Trust.
Em 1989, foi nomeado para o cargo de capelão universitário e professor sênior do Departamento de Inglês da Universidade de Sussex, onde lecionou literatura e psicologia da religião. Ele foi nomeado oficial sênior da universidade em 1994. Ele convocou e ensinou o programa de mestrado "Monoteísmo e Misticismo em Teologia Crítica". De 1995 a 2003, ele também lecionou teologia sistemática na Universidade de Brighton.
Ashenden foi apontado como cânone da Catedral de Chichester em 2003 e, em seguida, para um novo canonismo teológico (Bursalis Prebendary) em 2006. Foi capelão examinador do Bispo de Chichester e conselheiro diocesano de religiões da Nova Era
Em 1998, ele foi delegado da Igreja da Inglaterra no 8º Conselho do Conselho Mundial de Igrejas, realizado em Harare, Zimbábue. Ashenden foi membro do Sínodo Geral da Igreja da Inglaterra de 1995 a 2012. Ele lecionou nos Estados Unidos, mais recentemente como teólogo visitante da Igreja Luterana no Oregon.
Em 2012, Rev. Ashenden se aposentou precocemente e mudou-se para uma casa para o posto de vigário de St Martin de Gouray em Gorey, Jersey.
Ele foi vice-presidente do Instituto Keston nos anos 80 e diretor da Ajuda aos Cristãos Russos na qual desempenhou o papel de contrabandear Bíblias e remédios para a "Igreja Subterrânea" na União Soviética durante esse período.
Ashenden membro da Sociedade da Santa Cruz e anteriormente membro dos Irmãozinhos de Jesus. Ele era um membro do Forward in Faith e combinou a experiência e a lealdade às vertentes anglo-católicas, evangélicas e carismáticas da Igreja da Inglaterra.
Em 2016, Ashenden foi nomeado para o conselho de referência da Global Anglican Future Conference. Ele também ingressou no Anglican TV Ministries como correspondente do Reino Unido.

## Renúncia a posições da Igreja da Inglaterra
No início de 2017, Ashenden renunciou ao cargo de capelão da rainha depois de se pronunciar contra um culto na Catedral de Santa Maria, em Glasgow, no qual um estudante de direito muçulmano leu (em árabe) uma passagem do Alcorão que declarou explicitamente que Jesus não é o Filho de Deus e por causa de seus pontos de vista sobre o Islã e o cristianismo ortodoxo Ashenden concluiu que ser membro da Casa Eclesiástica significava que ele não podia falar sobre assuntos sobre os quais se sentia fortemente, e que era seu dever e chamado falar sobre questões relacionadas à integridade da fé cristã.
Uma das consequências de sua demissão foi uma variedade de compromissos da mídia em vários países, incluindo Fox News nos Estados Unidos, The Bolt Report na Austrália, e Delingpole Podcast, de James Delingpole, no Reino Unido.
Em 17 de março de 2017, Ashenden apresentou uma ação no Supremo Tribunal de Londres sob o Clerical Disabilities Act 1870, para renunciar a suas ordens na Igreja da Inglaterra.

## Igreja Episcopal Cristã
Em setembro de 2017, o arcebispo Theodore Casimes, da Igreja Episcopal Cristã, anunciou que Ashenden havia sido consagrado como bispo missionário para o Reino Unido e a Europa. De fato, a consagração episcopal de Ashenden ocorreu quatro anos antes, em 17 de outubro de 2013, na Igreja Pró-Catedral de São Salvador, em Richmond, Colúmbia Britânica. Os prelados ordenadores foram Robert David Redmile, Bispo de Richmond, Theodore Casimes, Primaz das Igrejas Episcopais Cristãs da América do Norte, Timothy Klerekoper, Bispo de Seattle, Washington, e John Geoffrey Sykes, Bispo em George Town, Grand Cayman Island e Suffragan. Bispo de Richmond. No momento de sua consagração, Ashenden foi nomeado sufragista do bispo Redmile na Normandia para as Ilhas Anglo-Normandas e a França.
Em 24 de agosto de 2018, Ashenden foi transferido da autoridade e jurisdição do Bispo Redmile para o do Arcebispo Casimes.

## Igreja Católica
Em 22 de dezembro de 2019, Ashenden foi recebido na Igreja Católica pelo bispo de Shrewsbury, Mark Davies, na Catedral de Shrewsbury. O bispo Davies comentou que era "muito humilde poder receber um bispo da tradição anglicana em plena comunhão no ano da canonização de São João Henry Newman ". Ashenden pode se tornar um padre da Igreja Católica ou permanecer um teólogo leigo, dependendo da determinação da Santa Sé.

## Na mídia
Em 2008, Ashenden foi nomeado apresentador do programa de Fé e Ética da BBC Sussex e BBC Surrey, até 2012. De 2009 a 2012, ele também apresentou o podcast da BBC Faith in England.
Em 2013, ele começou uma coluna semanal no Jersey Evening Post, onde sua defesa do cristianismo ortodoxo e sua crítica da cultura moderna causaram forte apoio e oposição.
Ele foi colaborador da Anglican Ink e da Anglican TV antes de criar um novo programa na Internet 'Catholic Unscripted'.
Ele tem sido entrevistado com frequência desde então na grande mídia. Após o casamento real em 2018, Rod Liddle o entrevistou no Sunday Times sobre a controvérsia em torno do sermão do bispo Curry. O Newsnight da BBC 2 abordou a questão quando o arcebispo de Canterbury levantou questões sobre Deus e gênero. John Anderson, ex-vice-primeiro ministro da Austrália, conduziu uma entrevista sobre os perigos para a liberdade de expressão em sua série "conversas". Ashenden contribuiu com obras de Op Ed no Times e no Daily Telegraph. Ele é colaborador regular do podcast de assuntos religiosos do Spectator, 'Holy Smoke'. Ele mantém um site para a publicação de homilias, artigos e comentários em ashenden.org.
Ashenden escreveu sobre a espiritualidade ortodoxa russa em Um guia para a vida espiritual (ed. Peter Toon). Ele também escreveu The Oxford Inklings e sobre CS Lewis em Persona e Paradox.